# Socalchemmis shantzi
Socalchemmis shantzi är en spindelart som beskrevs av Norman I. Platnick och Darrell Ubick 200. Socalchemmis shantzi ingår i släktet Socalchemmis och familjen Tengellidae. Inga underarter finns listade i Catalogue of Life.